# Krister Wickman
Hans Krister Wickman, född 13 april 1924 i Oscars församling i Stockholm, död 10 september 1993 i Hedvig Eleonora församling i Stockholm, var en svensk nationalekonom, ämbetsman och socialdemokratisk politiker. Wickman var ordförande i riksbanksfullmäktige 1964–1967, riksdagsledamot 1967–1973, biträdande finansminister 1967–1969, industriminister 1969–1971, utrikesminister 1971–1973 och chef för Sveriges riksbank 1973–1976.

## Biografi
Krister Wickman avlade juris kandidatexamen 1948 och filosofie licentiatexamen 1953, båda vid Stockholms högskola, varunder han hade anställning på Konjunkturinstitutet. 1960 utsågs han till dess byråchef. Efter licentiatexamen blev Wickman sekreterare i bankoutskottet, men lämnade platsen när han 1959 blev statssekreterare i finansdepartementet under Gunnar Sträng, en tjänst han upprätthöll till 1967 då han själv blev statsråd. Under tiden som statssekreterare var Wickman vice ordförande för LKAB 1962–1967, ordförande för Svenska Filminstitutet 1963–1967 och ordförande i riksbanksfullmäktige 1964–1967.
Wickman var konsultativt statsråd i finansdepartementet med ansvar bland annat för näringspolitiken 1967–1969, och var den förste industriministern i det nyinrättade industridepartementet från den 1 januari 1969.

## Utrikesminister

### 1971–1972
Vid en presskonferens i Kanslihuset den 29 juni 1971 meddelade statsminister Olof Palme att utrikesminister Torsten Nilsson på egen begäran lämnade regeringen den 1 juli och att industriminister Krister Wickman utsetts till ny utrikesminister. Wickman satt på posten fram till hösten 1973, då han utsågs till att bli riksbankschef. I september 1971 uppvaktades han av ett trettiotal organisationer som krävde att den svenska regeringen skulle uttala sitt stöd för den sydvietnamesiska provisoriska regeringens fredsplan.
Hans ämbetstid som utrikesminister blev händelserik. I mars 1972 besökte han Polen och varnade där vid en presskonferens för att ett haveri för grundfördraget mellan Västtyskland och Östtyskland skulle få allvarliga konsekvenser för de europeiska förbindelserna. I mars 1972 gav han vid riksdagens utrikesdebatt sitt stöd till den västtyske förbundskanslern Willy Brandts avspänningspolitik mellan öst och väst, och uttryckte sin oro över de ökande bombningarna i Vietnam. Han sade också att ett svenskt medlemskap i EEC var uteslutet på grund av den svenska neutraliteten, vilket kritiserades av Moderaternas partiledare Gösta Bohman. I april samma år slog han i riksdagen fast ett tidigare regeringsuttalande där man kritiserade de amerikanska bombningarna av Nordvietnam. Han stöddes av samtliga talare i riksdagen utom ungmoderaterna Anders Wijkman och Anders Björck.
I juni 1972 inleddes Förenta nationernas miljövårdskonferens i Stockholm. På konferensens öppningsdag höll Palme ett inledningstal där kan kritiserade den miljöförstöring som det moderna kriget innebar. Wickman deklarerade i ett uttalande att Palmetalet var utformat på ett sådant sätt att det inte behövde uppfattas som utmanande i Vietnamfrågan. Under samma månad bekräftade Utrikesdepartementet (UD) att man skulle utnämna en ny ambassadör i Grekland, som under denna tid var en diktatur. Beskedet kritiserades av SSU:s kongress som uttryckte sin besvikelse över utnämningen. Vid en följande SSU-uppvaktning lovade utrikesministern att Sverige skulle ta upp Greklandsfrågan i FN och UNHCR.
I juli 1972 undertecknades i Bryssel efter långa förhandlingar ett frihandelsavtal med EEC, där Wickman var närvarande som undertecknare med chefsförhandlare Sverker Åström som andre svenske undertecknare. I oktober samma månad beslutade den socialdemokratiska partikongressen att enprocentsmålet ifråga om biståndet skulle vara uppnått omkring 1974/1975, trots att Wickman och Gunnar Sträng motsatt sig detta. I samma månad lade Sverige fram en resolution som var begärd av de afrikanska staterna att en världskonferens om kolonialism och apartheid skulle hållas i Oslo. I slutet av oktober 1972 under ett möte anordnat av Sveriges FCO uttalade Wickman att fördröjandet av undertecknandet av fredsuppgörelsen i Vietnam väckte oro och bitterhet. I november samma år undertecknade Wickman tillsammans med sin indiska motpart Swaran Singh en överenskommelse om att ge 254 miljoner kronor till Indien från Sverige. I samma månad besökte han Bangladesh som fick löfte om 75 miljoner kronor i bistånd. I december 1972 erkändes Östtyskland diplomatiskt och Carl Johan Rappe blev Sveriges ambassadör där. Efter ett kritiskt uttalande av statsminister Olof Palme i samma månad om de amerikanska så kallade julbombningarna, där de jämfördes med nazistiska och kommunistiska förbrytelser, meddelade man från Washington att den nyutnämnde svenske ambassadören till USA, Yngve Möller, inte var välkommen i landet.

### 1973
1973 blev Wickmans sista år som chef för UD. Vid riksdagens utrikesdebatt i mars 1973 meddelade Wickman att Sverige skulle erkänna Nordkorea och man skulle öka sitt bistånd till de svarta i Sydafrika. I Vietnamfrågan kritiserade moderatledaren Gösta Bohman de regeringsuttalanden mot julbombningarna, som han betecknade som ”måttlösa”. I april 1973 besökte Sovjetunionens premiärminister Aleksej Kosygin Sverige, där han mottogs av statsminister Olof Palme. I samma månad erkände Sverige Nordkorea som tidigare hade förutskickats av Wickman. Han deklarerade i ett uttalande att regeringen inte fann det acceptabelt att USA ingrep i ett litet lands inbördeskrig, och syftade härmed på de amerikanska bombningarna inne i landet som han ansåg urskillningslöst drabbade civilbefolkningen. Under samma månad mottog UD åtta representanter för afrikanska befrielserörelser, där Wickman samtalade om bland annat deras möjliga framtida ställning i FN.
Vid ett snabbesök av FN:s dåvarande generalsekreterare Kurt Waldheim i maj 1973 träffade han inte bara statsminister Palme utan även utrikesminister Wickman och kronprins Carl Gustaf. Vid samma månad var Wickman närvarande tillsammans med statsminister Palme och Marcus Wallenberg vid Bilderbergmötet i Saltsjöbaden, där samtalen främst gällde energi och säkerhetspolitik. I juni 1973 besökte Wickman Kina, där han bland annat besökte Maos födelsehem. Han träffade bland annat den kinesiske utrikesministern Ji Pengfei och den kinesiske premiärministern Zhou Enlai. Vid besöket undertecknades ett luftfartsavtal och det dryftades emellan den svenske utrikesministern och de kinesiska ledarna möjligheterna att stimulera utbyta av handel och kultur mellan Sverige och Kina. I juli 1973 genomförde Frankrike trots många protester det första kärnvapensprängningen i en serie prov vid Mururoaatollen i Stilla havet. UD förklarade att Sverige konsekvent tog avstånd från alla kärnvapenprov. 
I september 1973 fördömde Wickman den sovjetiska kampanjen mot oliktänkande, vilket fick den följden att den sovjetryska nyhetsbyrån TASS skrev att man inte skulle lägga sig i Sovjetunionens ”inre angelägenheter”. Efter militärkuppen i Chile 1973 beslutade UD att stoppa biståndet till landet tills militärjuntans planer skulle bli klarare. I oktober samma år höll Wickman ett tal vid Förenta nationernas generalförsamling, där han ansåg att konflikten i mellanöstern inte kunde lösas ”genom att den ena eller andra demonstrerar sin militära överlägsenhet”. Han undvek att kritisera Egypten och Syrien för deras roll i Jom kippurkriget och framhöll palestiniernas svåra situation.

## Efter statsrådstiden
Efter riksdagsvalet i september 1973 lämnade Wickman regeringen i november, och ersattes av försvarsminister Sven Andersson. Wickman blev nu istället riksbankschef, vilket han var fram till 1976. Efter den borgerliga valsegern i riksdagsvalet 1976 bekantgjorde den blivande statsministern Thorbjörn Fälldin sin önskan att Wickman skulle kvarstå som riksbankschef, vilket ogillades av Socialdemokraterna. De ansåg att han skulle lämna sin post, vilket han också gjorde.
Wickman innehade efter sin avgång som riksbankschef en lång rad utredningsuppdrag, och invaldes som ledamot av Kungliga Ingenjörsvetenskapsakademien 1975. 1981–1990 var han vd för Allmänna pensionsfonden. 

## Familj
Krister Wickman var son till filosofie doktor Johannes Wickman och Hervor Mellgren. Wickman gifte sig 1952 med konstnären Ulla Sundin. 1982 gifte han om sig med Barbro Parak, sedermera vice riksbankschef.